# Paars kapitalisme

De verkoop van T-shirts met feministische slogans wordt vaak bekritiseerd omdat de meerderheid van de wereldwijde textielproductie wordt uitgevoerd door vrouwen in landen van het mondiale Zuiden onder omstandigheden van arbeidsuitbuiting.

Paars kapitalisme of feministisch kapitalisme is een term die wordt gebruikt om, vanuit een kritisch perspectief, de opname van bepaalde principes van de feministische beweging in het kapitalisme en de markteconomie te beschrijven.
Kritieken zijn gebaseerd, enerzijds, op het argument dat de integratie van vrouwen op de arbeidsmarkt niet heeft geleid tot een paradigmaverschuiving in het sociaal-economische model naar een meer horizontaal en egalitair model, waar loonkloven blijven bestaan, en zorgwerk niet gelijkmatig is verdeeld, grotendeels gedragen door vrouwen.
Aan de andere kant is er ook kritiek op hoe feminisme geïnstrumentaliseerd wordt om producten te verkopen (zoals muziek of kleding), waarbij het zijn politieke betekenis verliest en slechts een rage wordt die de productieomstandigheden van deze producten niet in twijfel trekt en de meerderheid van de wereldbevolking uitsluit.